# Storerkers Anna
Storerkers Anna Andersdotter (gift Eriksson), född 7 januari 1875 i Åkerö i Leksands socken, död 1956, var en känd folk- och vissångerska. Hennes visor upptecknades av folkmusikupptecknaren Karl Sporr 1946, och spelades in av radioproducenten Matts Arnberg 1949 och 1954.

## Biografi
Storerkers Anna var dotter till Rasmunds Anders Ersson från Västannor och Lång Anna Persdotter från Åkerö. Modern dog av nervfeber under Annas första levnadsår. Tillsammans med sin far flyttade Anna från Åkerö till Västannor i Ytteråkerö, där hon växte upp med fadern och hans släktingar. Somrarna tillbringade hon på Ljusbodarnas fäbodar, där hon sjöng mycket tillsammans med sin far. ”Far sjöng når vi va uti fäbodan, sjöng å ä skvallt ti skojen. Va så fint så" . 1895 gifte hon sig med Storerkers Lars Eriksson i Ytteråkerö och de fick fem barn.

## Folk- och vissångerska
Storerkers Anna ansågs vara en duktig sångerska och sjöng gärna för sina barn, ibland till eget gitarrackompanjemang. Hon framträdde även i församlingshemmet i Leksand. Folkmusikupptecknaren Karl Sporr besökte henne 1946 och upptecknade ett 20-tal visor efter henne.
Hon var en av de första som folkmusikforskaren Matts Arnberg besökte och spelade in, vid dåvarande Radiotjänsts inspelningsresa i Dalarna 1949. Han återkom till henne i inspelningsärenden 1954. Vid första tillfället spelade Arnberg in tre visor: Gossen sköt ut båten, I min ungdom det roar mig att sjunga och När vi kom till Ljusboda fram.
Arnberg beskriver hennes sång så här: "Hon sjunger med en tydlig puls inom fraserna, och ett livligt, raskt framåtdrivet tempo."

## Diskografi
7 visor, inspelade av Matts Arnberg, Sveriges Radio, 1949 (3 visor), 1954 (4 visor)